# 和知鷹二
和知 鷹二（わち たかじ、1893年（明治26年）2月1日 - 1978年（昭和53年）10月30日）は、日本の陸軍軍人。最終階級は陸軍中将。

## 経歴
広島県出身。旧中津藩士、陸軍中佐・和知蓁一郎の二男として生まれる。広島高等師範学校附属中学校、広島陸軍地方幼年学校、中央幼年学校を経て、1914年（大正3年）5月、陸軍士官学校（26期）を卒業。同年12月、歩兵少尉に任官し歩兵第3連隊付となる。1922年（大正11年）11月、陸軍大学校（34期）を卒業した。
1923年（大正12年）8月、歩兵第3連隊中隊長となり、参謀本部付勤務、参謀本部員（支那課）、参謀本部付（支那研究員・南支駐在）、参謀本部員、第6師団司令部付（済南特務機関）、済南駐在武官などを歴任し、1929年（昭和4年）3月、歩兵少佐に昇進。同年8月、歩兵第63連隊大隊長に就任し、参謀本部員、関東軍参謀、広東駐在武官などを歴任。
1933年（昭和8年）8月、歩兵中佐に進級。1934年（昭和9年）12月、参謀本部員となり、支那駐屯軍司令部付（太原機関長）を経て、1936年（昭和11年）8月、支那駐屯軍参謀となり日中戦争に出征。1937年（昭和12年）8月、歩兵大佐に昇進し歩兵第44連隊長に発令された。
1938年3月、台湾軍司令部付（特務工作）、参謀本部付（特務工作）。日本陸軍は日中戦争の戦局打開のため、蔣介石のライバルと目される要人たちの懐柔を図り、大本営直轄の土肥原機関の指揮下に、北京では大迫通貞大佐が「竹工作」を、福建省に対しては台湾を拠点に山本募大佐が「菊工作」を、重慶に対しては参謀本部の影佐禎昭大佐が「梅工作」を、上海では和知が「蘭工作」を行った。その後、第21軍司令部付兼中支那派遣軍司令部付、支那派遣軍総司令部付を経て、1940年（昭和15年）3月、陸軍少将に進級。同年11月、参謀本部付となり、台湾軍参謀長、兼台湾軍研究部長として太平洋戦争を迎えた。
1942年（昭和17年）2月、第14軍参謀長に就任し、フィリピン・バターン攻略に参加し、兼比島軍政監となり、1943年（昭和18年）6月、陸軍中将に進んだ。1944年（昭和19年）3月、南方軍総参謀副長に就任し、さらに第35軍参謀長へ転出しレイテ島の戦いに参戦したが敗退。次いで南方軍総司令部付となり、南方軍総参謀副長兼南方軍交通隊司令官を経て、中国憲兵隊司令官として終戦を迎えた。
1945年（昭和20年）12月、予備役に編入。1946年（昭和21年）1月、戦犯容疑（橘丸事件）で逮捕され巣鴨拘置所に拘留。1948年（昭和23年）4月13日、重労働6年の判決を受け、1950年（昭和25年）8月17日付けで仮釈放された。この間に公職追放となった。